# Domizio Panini

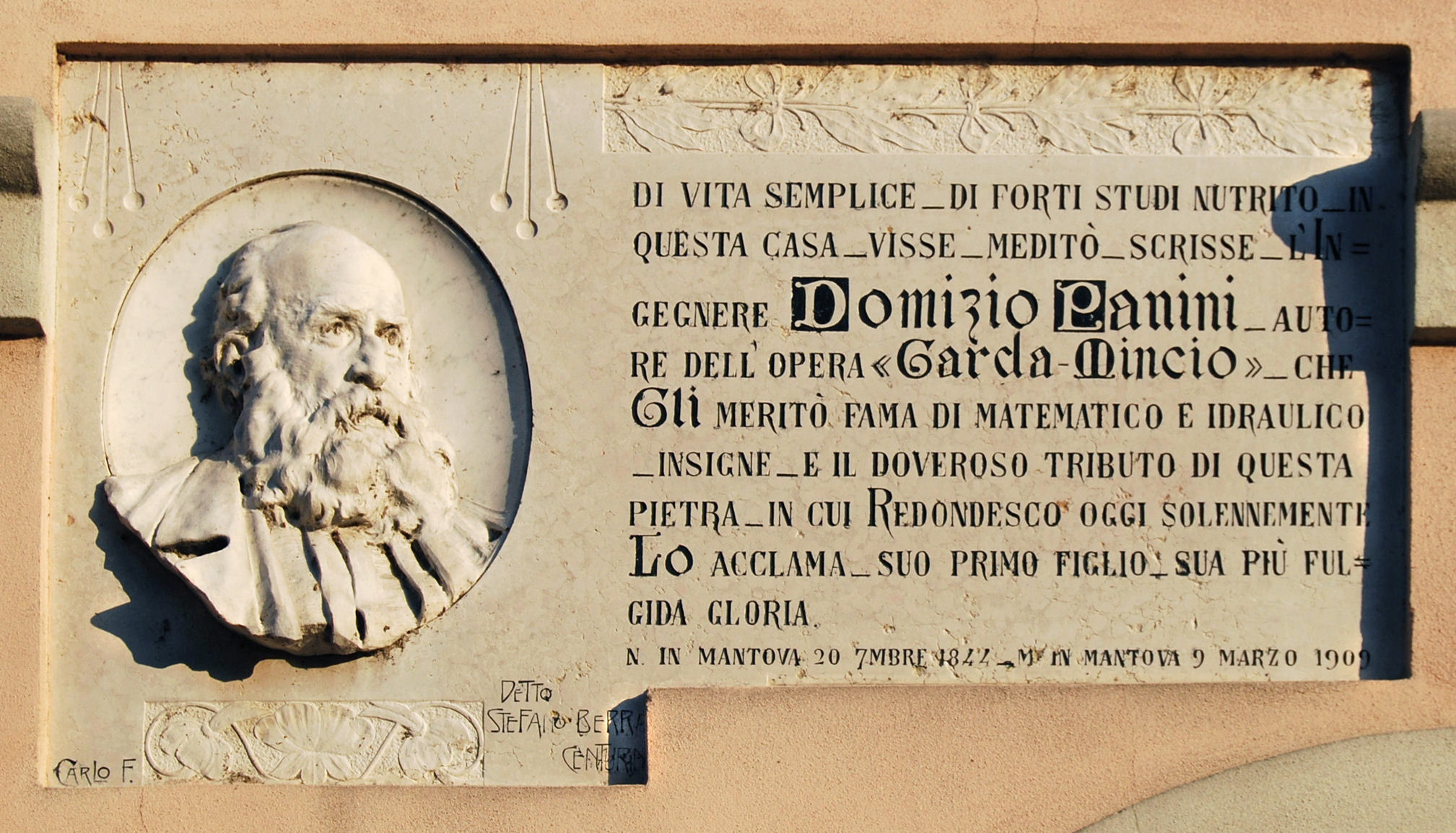
Redondesco, lapide a Domizio Panini.

Domizio Panini (Mantova, 20 settembre 1844 – Mantova, 9 marzo 1909) è stato un ingegnere italiano.

## Biografia
Intraprese gli studi classici al ginnasio di Asola, al liceo classico di Brescia, quindi all'Università di Pavia, diventando uno dei cultori della scienza idraulica. Trascorse buona parte della sua vita a Redondesco.
Oggetto dei suoi studi fu soprattutto il lago di Garda ed approfondì le sue ricerche sui deflussi del fiume Mincio. I suoi primi studi furono pubblicati sul "Bollettino del Consorzio Agrario" di Mantova nel 1890 e su "Pro Patre Benaco" nel 1891.
Tra le opere idrauliche da lui eseguite si ricordano il ponte Leone sul torrente Tartaro tra Mosio e Redondesco, la chiusa sul fiume Chiese tra Barchi e Asola e lo studio cartografico delle colline moreniche intorno a Solferino.
Morì nel 1909.

## Opere
- Garda e Mincio ed i problemi idraulici ad essi attinenti, 1908.